# Expo 86
Expo 86 è il terzo album in studio del gruppo musicale rock canadese Wolf Parade, pubblicato nel 2010.

## Tracce
1. Cloud Shadow on the Mountain – 4:22
2. Palm Road – 4:41
3. What Did My Lover Say? (It Always Had to Go This Way) – 5:42
4. Little Golden Age – 5:00
5. In the Direction of the Moon – 5:46
6. Ghost Pressure – 5:16
7. Pobody's Nerfect – 5:50
8. Two Men in New Tuxedos – 3:09
9. Oh You, Old Thing – 5:46
10. Yulia – 3:47
11. Cave-o-Sapien – 6:19